# 공자영
공자영(孔慈英, 1985년 7월 31일~)은 대한민국의 전직 유도 선수, 경찰관이다. 2008년 하계 올림픽에 대한민국 국가대표로 참가했다.

## 학력
- 용인대학교

## 경력
- 2006년 : 제15회 도하 아시안게임 대한민국 여자 유도 국가대표
- 2007년 : 아시아 유도 선수권대회 대한민국 국가대표
- 2008년 : 제29회 베이징 올림픽 대한민국 여자 유도 국가대표
- 2010년 : 제16회 광저우 아시안게임 대한민국 여자 유도 국가대표

## 수상
- 2006년 제15회 도하 아시안게임 유도 여자 63kg급 은메달
- 2007년 전국남녀체급별 유도선수권대회 여자 63kg급 우승
- 2009년 회장기 전국유도대회 여자 63kg급 우승
- 2010년 제16회 광저우 아시안게임 유도 여자 63kg급 동메달